# Slumber song
Slumber song is een lied geschreven door Arnold Bax.
De oorspronkelijke titel van het werkje luidde A lullaby (een slaapliedje). Het slaapliedje gaat over de liefde in 1910 van Bax Natalia Skarginski, die hij nagereisd is naar Oekraïne, maar waarvan hijzelf inzag dat het niets zou worden. Bax schreef naar aanleiding van zijn liefde zelf een gedicht onder een pseudoniem. Die naam werd uitgevlakt voor de uitgave die pas in 1920 volgde; de tenaamstelling was toen Shiela MacCarthy. Het gedicht was klaar op 21 maart 1910, de muziek de volgende dag. Van deze versie is geen uitvoering bekend. Gladys Ross Lees was een studievriendin.
Rond februari 1914 schreef Bax er een orkestratie bij en voegde het met twee andere liederen (A celtic lullaby en A christmas Carol) samen tot Three songs for high voice and orchestra. De drie liederen werden uitgevoerd op 27 maart 1914 door sopraan Dilys Jones begeleid door het Queen's Hall Orchestra onder leiding van Francis Bevis Ellis (F.B. Ellis concert of modern orchestral Music). De zangeres werd neergesabeld, ze zou geen gevoel hebben met Bax’ muziek. Tijdens datzelfde concert ging ook A London Symphony van Ralph Vaughan Williams in première. 
Bax hield de instrumentatie klein:
- 2 dwarsfluiten, 2 klarinetten, 2 fagotten
- harp
- violen, altviolen, celli, contrabassen

In 1988 kwam het lied weer boven water voor een opname door Chandos dat het complete oeuvre van Arnold Bax (voor zover nog terug te halen) op compact disc wilde uitbrengen. Martyn Hill (als tenor) zong het toen begeleid door het London Philharmonic Orchestra onder leiding van Bryden Thomson; die opname is in 2017 nog steeds de enige verkrijgbare.